# Pena de muerte en Bosnia y Herzegovina
La pena capital en Bosnia y Herzegovina está prohibida. Fue abolida de facto para todos los delitos en noviembre de 1998 en la Federación de Bosnia y Herzegovina (aunque la última ejecución se llevó a cabo allí en 1977 por asesinato) y el 21 de junio de 2000 en la República Srpska. Sin embargo, solo el 4 de octubre de 2019 se eliminó por completo la pena capital de la Constitución de la República de Srpska, una de las dos entidades de Bosnia y Herzegovina. Mientras aún estaba en vigor, fue aprobada en virtud del artículo 11 de la Constitución de la República de Srpska.
Bosnia y Herzegovina es parte de instrumentos internacionales abolicionistas, incluido el Protocolo n° 6 y el Protocolo n° 13 del Consejo de Europa.

## Ejecuciones desde 1959
Fuente: SPSK Base de datos
| Persona ejecutada  | Género    | Fecha de sentencia      | Fecha de ejecución     | Lugar de ejecución | Delito                  | Método       |
| ------------------ | --------- | ----------------------- | ---------------------- | ------------------ | ----------------------- | ------------ |
| Mijo Radoš         | Masculino | 1960                    | 1960                   | Doboj              | Crímenes de guerra      | Fusilamiento |
| Ivan Tomić         | Masculino | 1961                    | 1961                   | Tuzla              | -                       | Fusilamiento |
| Samid Istić        | Masculino | 1962                    | 1962                   | Brčko              | Asesinato de un policía | Fusilamiento |
| Suljo Hrnić        | Masculino | 1963                    | 1963                   | Travnik            | Doble asesinato         | Fusilamiento |
| Milojko Arizanović | Masculino | 1968                    | 4 de diciembre de 1968 | Sarajevo           | Doble asesinato         | Fusilamiento |
| Đuro Horvat        | Masculino | 21 de diciembre de 1972 | 17 de marzo de 1973    | Sarajevo           | Terrorismo              | Fusilamiento |
| Mirko Vlasnović    | Masculino | 21 de diciembre de 1972 | 17 de marzo de 1973    | Sarajevo           | Terrorismo              | Fusilamiento |
| Vejsil Keškić      | Masculino | 21 de diciembre de 1972 | 17 de marzo de 1973    | Sarajevo           | Terrorismo              | Fusilamiento |
| Dragomir Bajčeta   | Masculino | 3 de abril de 1972      | agosto de 1973         | Sarajevo           | Asesinato               | Fusilamiento |
| Višnja Pavlović    | Femenino  | 3 de abril de 1972      | agosto de 1973         | Sarajevo           | Asesinato               | Fusilamiento |
| Dušan Prodić       | Masculino | 8 de septiembre de 1976 | 1977                   | Doboj              | Asesinato               | Fusilamiento |